# Mariya Stadnik
Mariya Stadnik (ukrainisch Марія Василівна Стадник / Marija Wassyliwna Stadnyk; * 3. Juni 1988 in Lwiw, Ukrainische SSR, Sowjetunion) ist eine Freistilringerin, die zunächst für ihr Heimatland Ukraine und seit 2007 für Aserbaidschan startet.
Stadnik begann im Jahr 2000 mit dem Ringen. Sie wurde 2005 in Vilnius für die Ukraine Junioreneuropameisterin in der Gewichtsklasse bis 48 kg. Im Jahre 2007 wurde ihr klar, dass sie in ihrer Heimat nach Iryna Merleni nur die zweite war. Daraufhin nahm sie das Angebot Aserbaidschans an, für dieses Land zu starten.
Im Jahre 2008 wurde sie für Aserbaidschan Junioreneuropameisterin in Košice (Slowakei) und errang bei den Senioren im April 2008 bei der Europameisterschaft in Tampere (Finnland) ebenfalls den Titel. Bis zum Jahr 2021 konnte Stadnik bei ihren acht Europameisterschaft-Teilnahmen stets die Goldmedaille gewinnen.
Im Juni 2015 sowie im Juni 2019 gewann sie bei den Europaspielen die Goldmedaille.
2009 konnte sie in Herning die Goldmedaille bei den Weltmeisterschaften erringen. Bei ihren WM-Teilnahmen 2011, 2014, 2015 und 2018 konnte sie stets eine Medaille gewinnen, ein weiterer 1. Platz gelang ihr jedoch erst wieder 2019 in Nur-Sultan.
Im August 2008 nahm Mariya Stadnik in Peking erstmals an Olympischen Sommerspielen teil und erkämpfte dort die Bronzemedaille. Die Silbermedaille konnte sie sowohl bei den Spielen 2012 in London (Finalniederlage gegen die Japanerin Hitomi Obara) als auch 2016 in Rio de Janeiro (Finalniederlage gegen die Japanerin Eri Tōsaka) gewinnen. Sie gewann bei den im August 2021 stattfindenden Olympischen Sommerspielen 2020 in Tokio eine weitere Bronzemedaille.
Mariya Stadnik ist mit dem ukrainischen Ringer Andrij Stadnik verheiratet.